# ジャクソン・アーバイン
ジャクソン・アレクサンダー・アーバイン（英語: Jackson Alexander Irvine、1993年3月7日 - ）は、オーストラリア・メルボルン出身のサッカー選手。FCザンクトパウリ所属。オーストラリア代表。ポジションはMF、センターバック。

## 経歴
メルボルンに生まれ、17歳の時にスコットランドに移住する。スコティッシュ・プレミアリーグの名門セルティックFCに在籍するが、トップチームでの出場は1試合のみで、U19チームとセカンドチームで試合経験を積む。2013年から2015年までは同リーグに所属するキルマーノックFCとロス・カウンティFCへレンタル移籍。公式戦59試合に出場し3得点を記録する。
2015年7月、ロス・カウンティFCへの完全移籍で合意。このシーズンでは45試合の公式戦に出場し3得点を記録。リーグ強豪のセルティックFCやレンジャーズFCを抑えクラブ史上初となるスコティッシュリーグカップでの優勝を果たす。2016年3月にはスコティッシュ・プレミアリーグの月間最優秀選手に選ばれる。
2016-17シーズンよりイングランドのEFLチャンピオンシップに所属するバートン・アルビオンFCへ移籍。シーズン通してチームの要としてプレーし、同クラブのシーズン最優秀選手に選ばれる。また、主にセントラルミッドフィルダーとしてプレーしながらもチームの最多得点者にもなる。
2017年8月、ハル・シティAFCへ完全移籍。同クラブでは3シーズンで公式戦112試合に出場し10得点9アシストを記録した。

## 代表経歴
父親がスコットランド人であるため当初はスコットランド代表を選択し3試合にも出場したが、U20のカテゴリーからはオーストラリア代表を選択した。2012年にはU20でデビュー（ポルトガル戦）、2013年にはオーストラリアA代表でデビューを果たした（カナダ戦）。
2018 FIFAワールドカップ・アジア予選ではヴァイッド・ハリルホジッチ率いる日本代表との試合でも先発出場している。2018 FIFAワールドカップ本大会ではグループリーグ全ての3試合に出場した。AFCアジアカップ2019では初戦以外は全試合で先発出場し準々決勝まで駒を進めた。
2019年から行われている2022 FIFAワールドカップ・アジア予選では全試合で先発出場を果たしている。

## 個人
同じくオーストラリア代表のカーティス・グッドとは10歳の頃からの友人で、家も近かった事からクロスカントリーを共に行ったり、ユース時代にノックス・シティでともにプレーしたりしていた。

## タイトル

### クラブ
ロス・カウンティFC
- スコティッシュリーグカップ：2015-16

### 個人
- スコティッシュ・プレミアリーグ 月間最優秀選手賞：2016年3月
- バートン・アルビオンFC シーズン最優秀選手：2016-17

## 個人成績
2020年12月5日現在
| クラブ                  | シーズン | リーグ | リーグ | カップ | カップ | リーグカップ | リーグカップ | その他 | その他 | 通算 | 通算 |
| クラブ                  | シーズン | 出場   | 得点   | 出場   | 得点   | 出場         | 得点         | 出場   | 得点   | 出場 | 得点 |
| ----------------------- | -------- | ------ | ------ | ------ | ------ | ------------ | ------------ | ------ | ------ | ---- | ---- |
| セルティック            | 2012-13  | 1      | 0      | 0      | 0      | 0            | 0            | 0      | 0      | 1    | 0    |
| セルティック            | 2013-14  | 0      | 0      | 0      | 0      | 0            | 0            | 0      | 0      | 0    | 0    |
| セルティック            | 2014-15  | 0      | 0      | 0      | 0      | 0            | 0            | 0      | 0      | 0    | 0    |
| セルティック            | 通算     | 1      | 0      | 0      | 0      | 0            | 0            | 0      | 0      | 1    | 0    |
| キルマーノック (loan)   | 2013-14  | 27     | 1      | 1      | 0      | 1            | 0            | 0      | 0      | 29   | 1    |
| ロス・カウンティ (loan) | 2014-15  | 28     | 2      | 1      | 0      | 1            | 0            | 0      | 0      | 30   | 2    |
| ロス・カウンティ        | 2015-16  | 36     | 2      | 4      | 0      | 5            | 1            | 0      | 0      | 45   | 3    |
| バートン・アルビオン    | 2016-17  | 42     | 10     | 0      | 0      | 2            | 0            | 0      | 0      | 44   | 10   |
| バートン・アルビオン    | 2017-18  | 3      | 1      | 0      | 0      | 2            | 0            | 0      | 0      | 5    | 1    |
| バートン・アルビオン    | 通算     | 45     | 11     | 0      | 0      | 4            | 0            | 0      | 0      | 49   | 11   |
| ハル・シティ            | 2017-18  | 34     | 2      | 3      | 0      | 0            | 0            | 0      | 0      | 37   | 2    |
| ハル・シティ            | 2018-19  | 38     | 6      | 0      | 0      | 1            | 0            | 0      | 0      | 39   | 6    |
| ハル・シティ            | 2019-20  | 35     | 2      | 1      | 0      | 0            | 0            | 0      | 0      | 36   | 2    |
| ハル・シティ            | 通算     | 107    | 10     | 4      | 0      | 1            | 0            | 0      | 0      | 112  | 10   |
| 総通算                  | 総通算   | 244    | 26     | 10     | 0      | 13           | 1            | 0      | 0      | 267  | 27   |

## 代表歴

### 出場大会
- オーストラリア代表
  - 2018 FIFAワールドカップ
  - 2022 FIFAワールドカップ

### 試合数
- 国際Aマッチ 60試合 9得点（2013年-）[11]

| オーストラリア代表 | 国際Aマッチ | 国際Aマッチ |
| 年                 | 出場        | 得点        |
| ------------------ | ----------- | ----------- |
| 2013               | 1           | 0           |
| 2014               | 0           | 0           |
| 2015               | 1           | 0           |
| 2016               | 5           | 0           |
| 2017               | 8           | 1           |
| 2018               | 10          | 2           |
| 2019               | 9           | 2           |
| 2020               | 0           | 0           |
| 2021               | 9           | 1           |
| 2022               | 10          | 1           |
| 2023               | 7           | 2           |
| 2024               |             |             |
| 通算               | 60          | 9           |